# Rollhockey-Bundesliga
Die 1. Rollhockey-Bundesliga ist die höchste deutsche Spielklasse im Rollhockey.

## Geschichte
Die Liga wurde im Jahre 1967 gegründet. Gründungsmitglieder waren der VfL Marl-Hüls, RSC Frankfurt, SpVgg Herten, Germania Herringen, TSG 1846 Darmstadt, RESG Walsum, Stuttgarter ERC und die IGR Remscheid. Da Rollhockey traditionell auf Außenbahnen ausgetragen wurde, begann die Meisterschaftssaison bis zum Jahr 1991 jeweils im Frühjahr und endete im Herbst. Im Jahre 1991/92 wurde erstmals eine Saison über die Wintermonate ausgetragen, da zztl. alle Spiele in Hallen ausgetragen werden konnten.
Titelträger der Saison 2022/23 ist der SK Germania Herringen.

## Modus
Die Anzahl der Teams stagniert in der Saison 2022/23 bei 6 Teams. Auf eine Vorrunde mit 10 Spieltagen, in der jeder Club ein Heim- und ein Auswärtsspiel gegen jeden Gegner bestreitet, folgt eine 3. einfache und danach eine Play-off-Runde. Dort wird unter den vier bestplatzierten Mannschaften in Halbfinale und Finale der deutsche Meister ermittelt. Der Sieger pro Runde wird nach dem Modus „Best of three“ ermittelt.

## Vereine 2022/23
- RSC Cronenberg (Wuppertal)
- RSC Darmstadt
- TuS Düsseldorf-Nord
- SK Germania Herringen (Hamm)
- IGR Remscheid
- RESG Walsum (Duisburg)

## Deutsche Meister seit 1905
Mit Ausnahme von 9 Spielzeiten wurde der Deutsche Meister im Rollhockey seit 1909 offiziell ausgespielt. Von 1905 bis 1908 waren es noch inoffizielle Meisterschaften. Vor dem Start der 1. Rollhockey-Bundesliga im Jahr 1967 wurde der Deutsche Meister aus dem Kreis der bestplatzierten Clubs der deutschen Oberligen ermittelt. Rekordmeister mit 16 Titeln ist die RESG Walsum, amtierender Meister ist der SK Germania Herringen.
- 1905: RSC Berlin
- 1906: RSC Berlin
- 1907: RSC Berlin
- 1908: RSC Berlin
- 1909: RSK Breslau
- 1910: RSK Breslau
- 1911: RSK Breslau
- 1912: RSK Breslau
- 1913: RSK Breslau
- 1914: RSK Breslau
- 1915: -
- 1916: -
- 1917: -
- 1918: -
- 1919: RSK Breslau
- 1920: RSV Stuttgart
- 1921: RSC Berlin
- 1922: SVR Berlin
- 1923: 1. FC Nürnberg
- 1924: 1. FC Nürnberg
- 1925: 1. FC Nürnberg
- 1926: 1. FC Nürnberg
- 1927: RSEV Stuttgart
- 1928: RSEV Stuttgart
- 1929: RSEV Stuttgart
- 1930: 1. FC Nürnberg
- 1931: RSEV Stuttgart
- 1932: 1. FC Nürnberg
- 1933: RSEV Stuttgart
- 1934: SSRC Stuttgart
- 1935: SSRC Stuttgart
- 1936: SSRC Stuttgart
- 1937: 1. FC Nürnberg
- 1938: 1. FC Nürnberg
- 1939: 1. FC Nürnberg
- 1940: Post SV Nürnberg
- 1941: 1. FC Nürnberg
- 1942: 1. FC Nürnberg
- 1943: –
- 1944: –
- 1945: –
- 1946: –
- 1947: SSRC Stuttgart
- 1948: SSRC Stuttgart
- 1949: RESG Walsum
- 1950: TuS Eintracht Dortmund
- 1951: SpVgg Herten
- 1952: RESG Walsum
- 1953: RESG Walsum
- 1954: RESG Walsum
- 1955: SpVgg Herten
- 1956: SpVgg Herten
- 1957: SpVgg Herten
- 1958: Stuttgarter ERC
- 1959: Stuttgarter ERC
- 1960: TSG 1846 Darmstadt
- 1961: SpVgg Herten
- 1962: TSG 1846 Darmstadt
- 1963: TSG 1846 Darmstadt
- 1964: SpVgg Herten
- 1965: SpVgg Herten
- 1966: TSG 1846 Darmstadt
- 1967: VfL Marl-Hüls
- 1968: IGR Remscheid
- 1969: IGR Remscheid
- 1970: SpVgg Herten
- 1971: RESG Walsum
- 1972: RESG Walsum
- 1973: RESG Walsum
- 1974: RESG Walsum
- 1975: RESG Walsum
- 1976: ERG Iserlohn
- 1977: ERG Iserlohn
- 1978: IGR Remscheid
- 1979: SpVgg Herten
- 1980: RSC Cronenberg
- 1981: RESG Walsum
- 1982: RSC Cronenberg
- 1983: TGS Ober-Ramstadt
- 1984: RSC Cronenberg
- 1985: RESG Walsum
- 1986: ERG Iserlohn
- 1987: RESG Walsum
- 1988: RSC Darmstadt
- 1989: RESG Walsum
- 1990: RESG Walsum
- 1991: RESG Walsum
- 1991/92: IGR Remscheid
- 1992/93: RSV Weil
- 1993/94: IGR Remscheid
- 1994/95: RSV Weil
- 1995/96: RSC Cronenberg
- 1996/97: TuS Düsseldorf-Nord
- 1997/98: RSC Cronenberg
- 1998/99: RESG Walsum
- 1999/00: RSV Weil
- 2000/01: RSC Cronenberg
- 2001/02: RSC Cronenberg
- 2002/03: RSC Cronenberg
- 2003/04: RSV Weil
- 2004/05: RSC Cronenberg
- 2005/06: ERG Iserlohn
- 2006/07: RSC Cronenberg
- 2007/08: ERG Iserlohn
- 2008/09: ERG Iserlohn
- 2009/10: RSC Cronenberg
- 2010/11: RSC Cronenberg
- 2011/12: RSC Cronenberg
- 2012/13: SK Germania Herringen
- 2013/14: SK Germania Herringen
- 2014/15: ERG Iserlohn
- 2015/16: ERG Iserlohn
- 2016/17: ERG Iserlohn
- 2017/18: SK Germania Herringen
- 2018/19: SK Germania Herringen
- 2019/20: SK Germania Herringen
- 2020/21: -
- 2021/22: SK Germania Herringen
- 2022/23: SK Germania Herringen

## 1. Bundesliga der Damen
Rekordmeister der Damen ist mit elf Titeln der RSC Cronenberg, erster Titelträger war 1986 der SCC Eldagsen (heute SC Bison Calenberg), aktueller Titelverteidiger ist die IGR Remscheid.
In der 1. Rollhockey-Bundesliga der Damen nehmen 2022/23 folgende fünf Vereine teil:
- RSC Cronenberg (Wuppertal)
- TuS Düsseldorf-Nord
- IGR Remscheid
- RESG Walsum (Duisburg)
- SC Moskitos Wuppertal

### Meister seit 1986
- 1986: SCC Eldagsen
- 1987: MTV Celle
- 1988: MTV Celle
- 1989: MTV Celle
- 1990: MTV Celle
- 1991: SCC Eldagsen
- 1991/92: SCC Eldagsen
- 1992/93: SCC Eldagsen
- 1993/94: SCC Eldagsen
- 1994/95: SCC Eldagsen
- 1995/96: SCC Eldagsen
- 1996/97: VfL Marl-Hüls
- 1997/98: SC Bison Calenberg
- 1998/99: RSC Cronenberg
- 1999/00: RSC Cronenberg
- 2000/01: TuS Düsseldorf-Nord
- 2001/02: RSC Cronenberg
- 2002/03: RSC Cronenberg
- 2003/04: RSC Cronenberg
- 2004/05: RSC Cronenberg
- 2005/06: SK Germania Herringen
- 2006/07: RSC Cronenberg
- 2007/08: RSC Cronenberg
- 2008/09: TuS Düsseldorf-Nord
- 2009/10: RSC Cronenberg
- 2010/11: RSC Cronenberg
- 2011/12: ERG Iserlohn
- 2012/13: ERG Iserlohn
- 2013/14: ERG Iserlohn
- 2014/15: ERG Iserlohn
- 2015/16: ERG Iserlohn
- 2016/17: ERG Iserlohn
- 2017/18: ERG Iserlohn
- 2018/19: ERG Iserlohn
- 2019/20: IGR Remscheid
- 2020/21: -
- 2021/22: RSC Cronenberg
- 2022/23: IGR Remscheid